# 金瓯浅滩
金瓯浅滩是泰国湾的一个浅滩，位于越南金瓯角西南。行政上归属金瓯省管辖。
金瓯浅滩距离金瓯角110海里，海滩深度为14.6-18.3m。
1994年，越南在这里安装了一座钢结构建筑，命名为DK1，编号DK1/10。该钻井平台是DK1营士兵的驻地，该营最初隶属于越南人民海军第171旅，后来隶属于第二海军区司令部下属的DK1营。